# Léonard Misonne
Léonard Misonne (1. července 1870 Gilly, Charleroi, Belgie – 14. září 1943) byl belgický piktorialistický fotograf na přelomu století inklinující k avantgardním kruhům umělecké fotografie. Věnoval se především vizuálním výtvarným efektům světla a vystihnutí nálady a atmosféry. Pro vizualizaci svých nápadů používal převážně fotografické ušlechtilé tisky, zejména bromolejotisk. Za svůj sklon k impresionistické neostrosti si později vysloužil označení „Corot ve fotografii“. Spolu s Gustavem Marissiauxem jsou považováni za nejvýznamnější belgické umělecké fotografy své doby. Pro tisk svých fotografií používal uhlotiskovou techniku Théodore-Henriho Fressona.

## Život a dílo
Byl nejmladším ze sedmi dětí právníka Louis Misonneho a jeho manželky Adèle Pirmezové.
Vystudoval inženýrské studium na Katolické univerzitě v Lovani a zakončil zkouškami s vyznamenáním. Své vystudované profesi se ale nikdy nevěnoval a raději se věnoval malbě, hře na klavír a hlavně fotografii.
Už jako student v Lovani v roce 1891 byl Misonne vášnivým amatérským fotografem, od roku 1896 se věnoval, jako finančně nezávisly, krajinářské fotografii.
Absolvoval dlouhé cesty do Francie, Anglie, Německa a Švýcarska. Nasnímal celou řadu fotografií belgického pobřeží, nebo z Holandska, z belgických měst Gent a Antwerp, a z bezprostřední blízkosti svého bydliště.
Trpěl těžkým astmatem, na které 14. září roku 1943 zemřel.

## Galerie

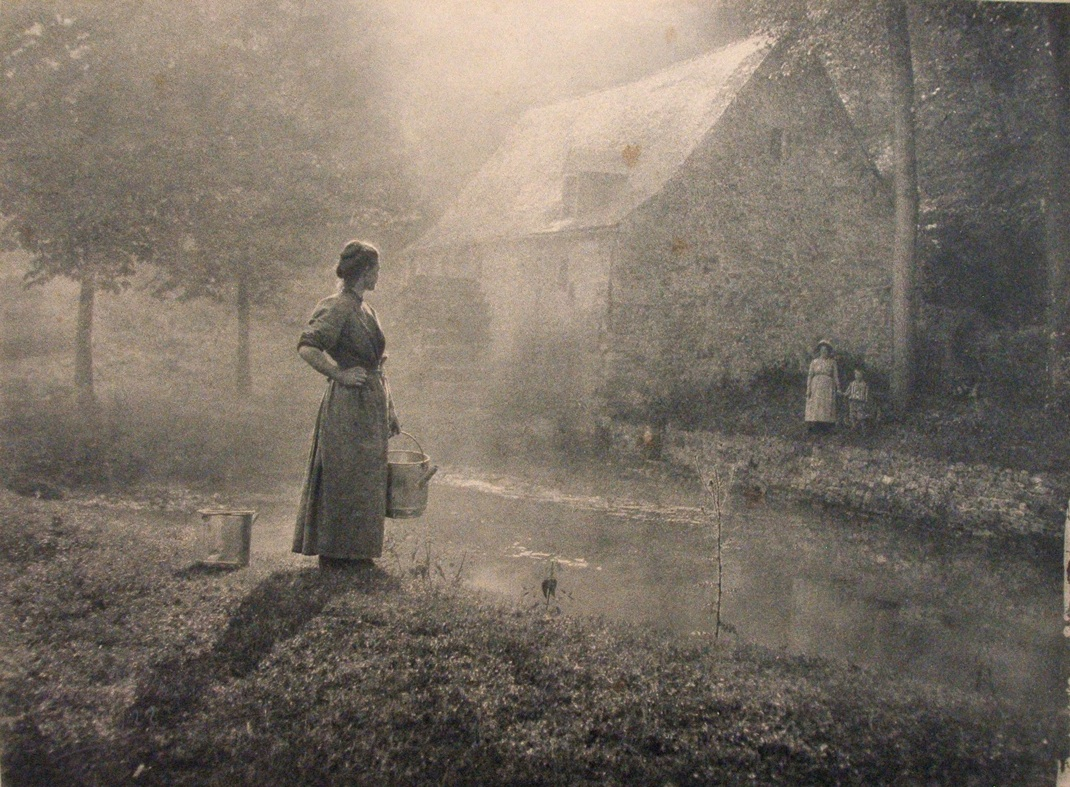
Près du moulin
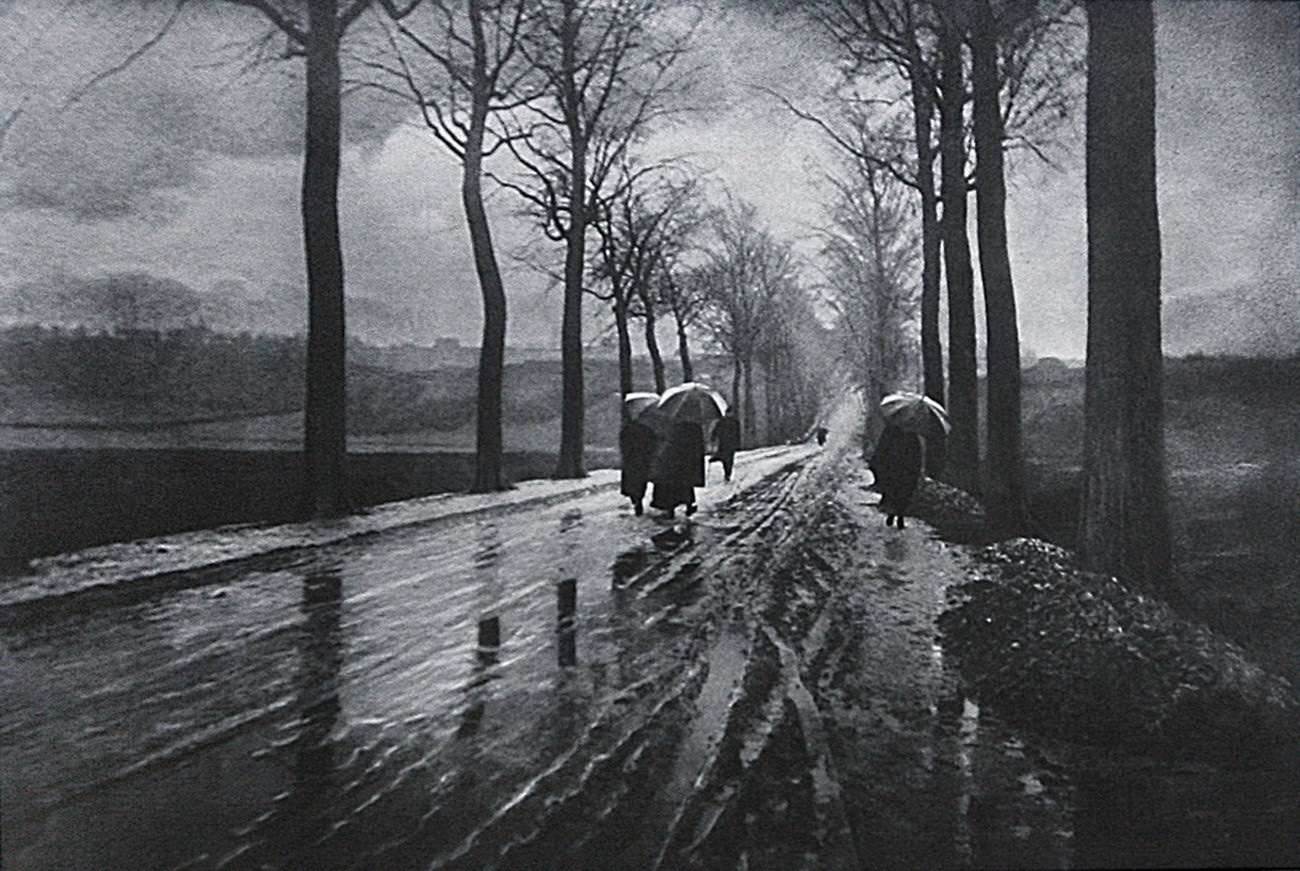
Retour du marché
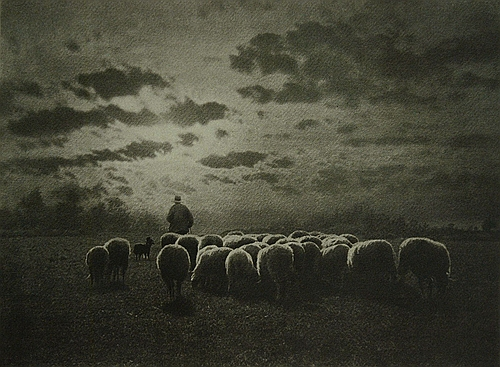
Au Coucher du Soleil, 1900, otištěno v magazínu Camera Notes, červen 1901
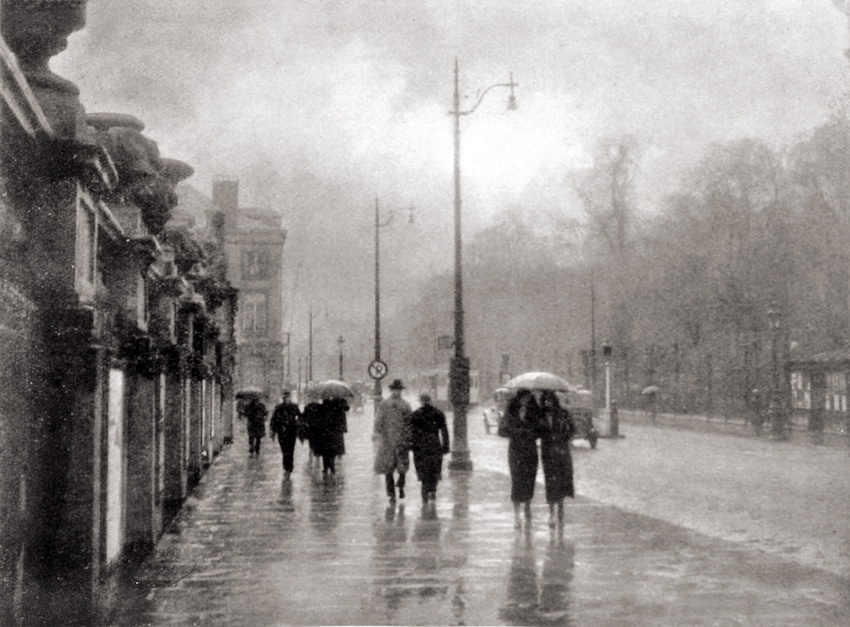
Jour pluvieux
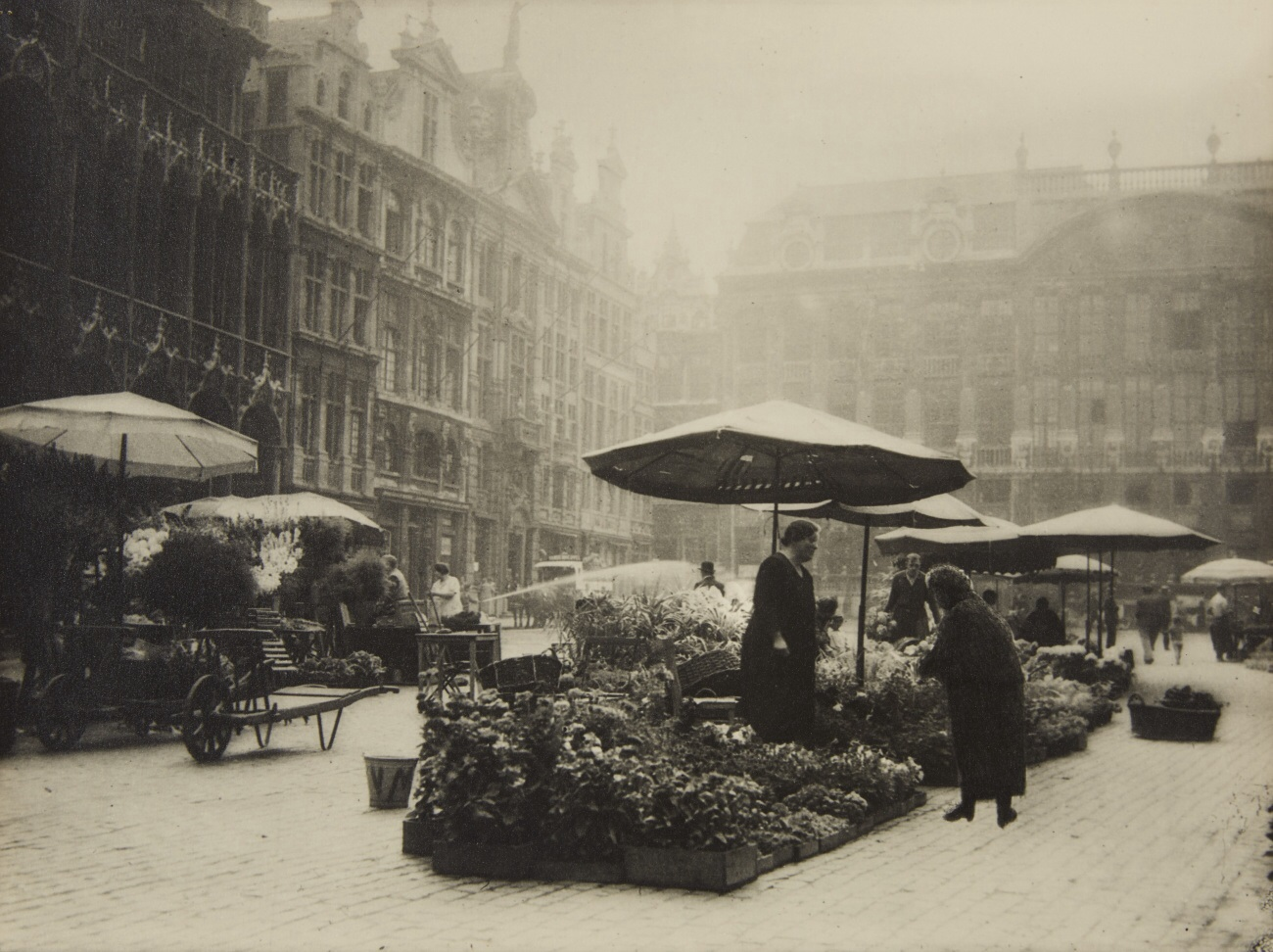
Marché, Bruxelles
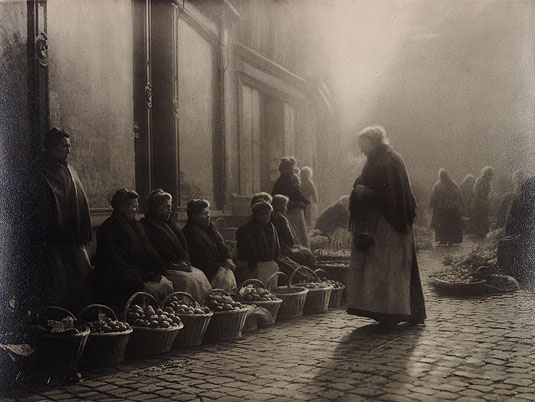
Choix difficile
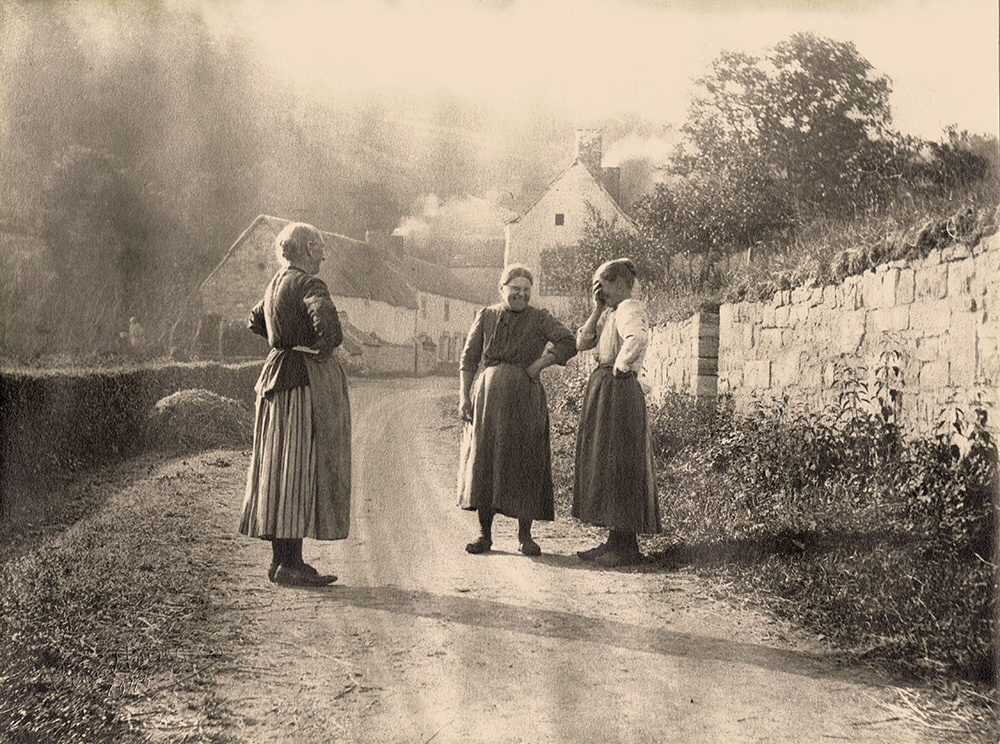
Femmes parlant sur une route de campagne
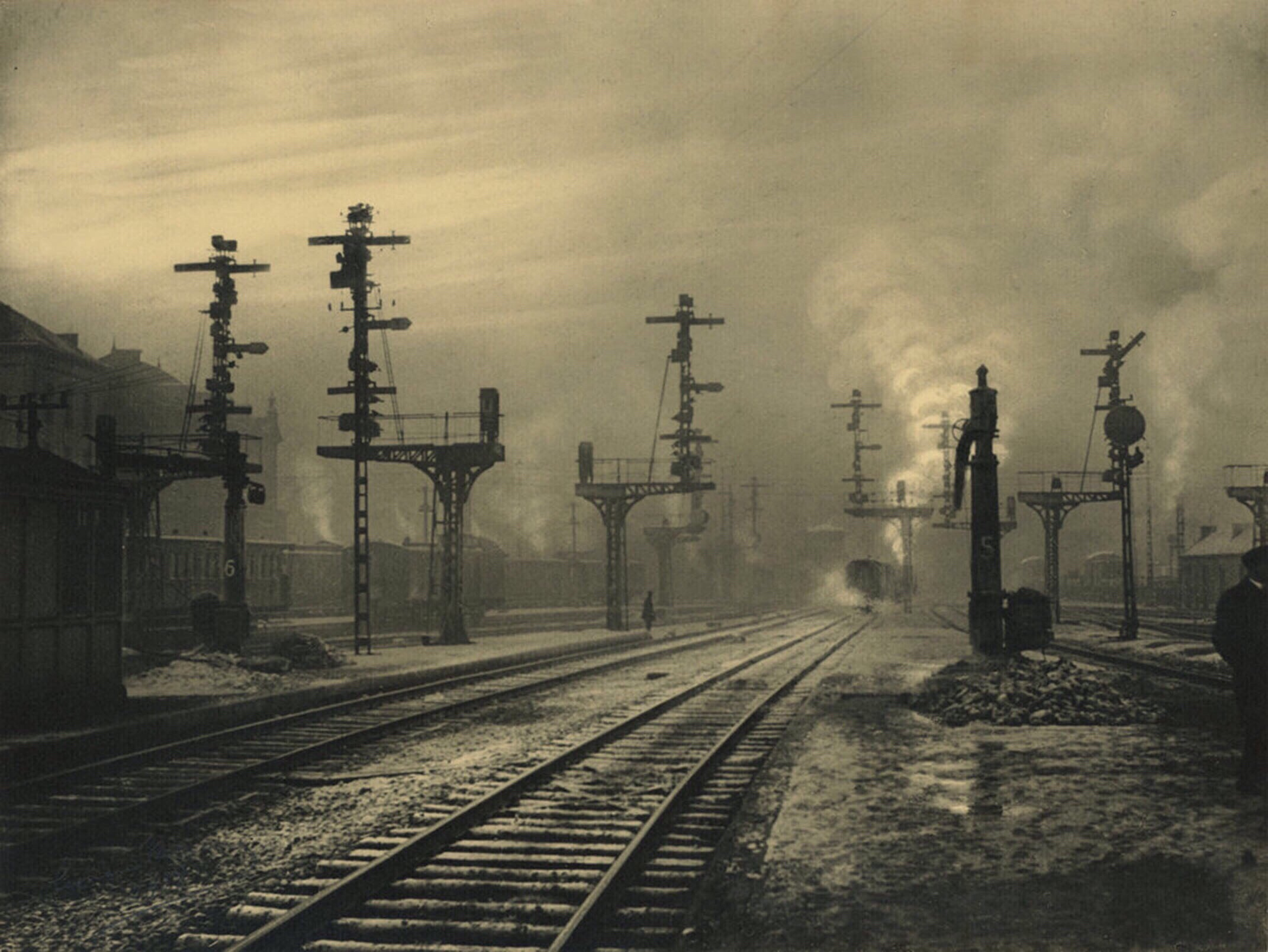
Gare à Namur